# Хмільниця
Хмі́льниця — село в Україні, у Новобілоуській сільській громаді Чернігівського району Чернігівської області. Населення становить 553 особи. До 2020 орган місцевого самоврядування — Хмільницька сільська рада.

## Історія
За даними на 1859 рік у козацькому й власницькому селі Чернігівського повіту Чернігівської губернії мешкало 749 осіб (365 чоловічої статі та 384 — жіночої), налічувалось 134 дворових господарства, існувала православна церква.
Станом на 1886 у колишньому державному селі Халявинської волості мешкало 734 особи налічувалось 127 дворових господарств, існували православна церква, постоялий будинок, 19 вітряних млинів, крупорушка, маслобійний завод.
За переписом 1897 року кількість мешканців зросла до 855 осіб (430 чоловічої статі та 425 — жіночої), з яких всі — православної віри.
05 лютого 1965 року Указом Президії Верховної Ради Української РСР передано Довжицьку, Пльохівську, Рудківську, Хмільницьку та Шибиринівську Ріпкинського району — до складу Чернігівського району.
12 червня 2020 року, відповідно до розпорядження Кабінету Міністрів України № 730-р від «Про визначення адміністративних центрів та затвердження територій територіальних громад Чернігівської області», село увійшло до складу Новобілоуської сільської громади.
19 липня 2020 року, в результаті адміністративно-територіальної реформи та ліквідації колишнього Чернігівського району, село увійшло до складу новоутвореного Чернігівського району.

## Населення

### Мова
Розподіл населення за рідною мовою за даними перепису 2001 року:
| Мова       | Кількість | Відсоток |
| ---------- | --------- | -------- |
| українська | 634       | 96.65%   |
| російська  | 20        | 3.05%    |
| білоруська | 2         | 0.30%    |
| Усього     | 656       | 100%     |

## Символіка
Герб села розроблений І. Ситим, Л. Посьмашною, О. Дмитрюком та О. Сеньком та затверджений рішенням сільради від 11 серпня 2006 року. У синьому полі золоте хрест-енколпіон, з боків якого два срібні стебла хмелю з шилками, а внизу дві золоті п'ятипроменеві зірки, у срібному підніжжі тонкий шипоподібний пояс.
Хміль – номінальний символ. Візантійський хрест-енколпіон було знайдено біля села Ланок у 1980 році. Золоті зірки показують земляків-героїв, хвиляста смуга – Хмельницький струмок.
Старець із довгими білими вусами у гербі це легендарний князь Біловос, засновник села. Срібний пояс символізує річку Білоус. Зелений колір щита - сільське господарство, добробут та багатство.

## Галерея

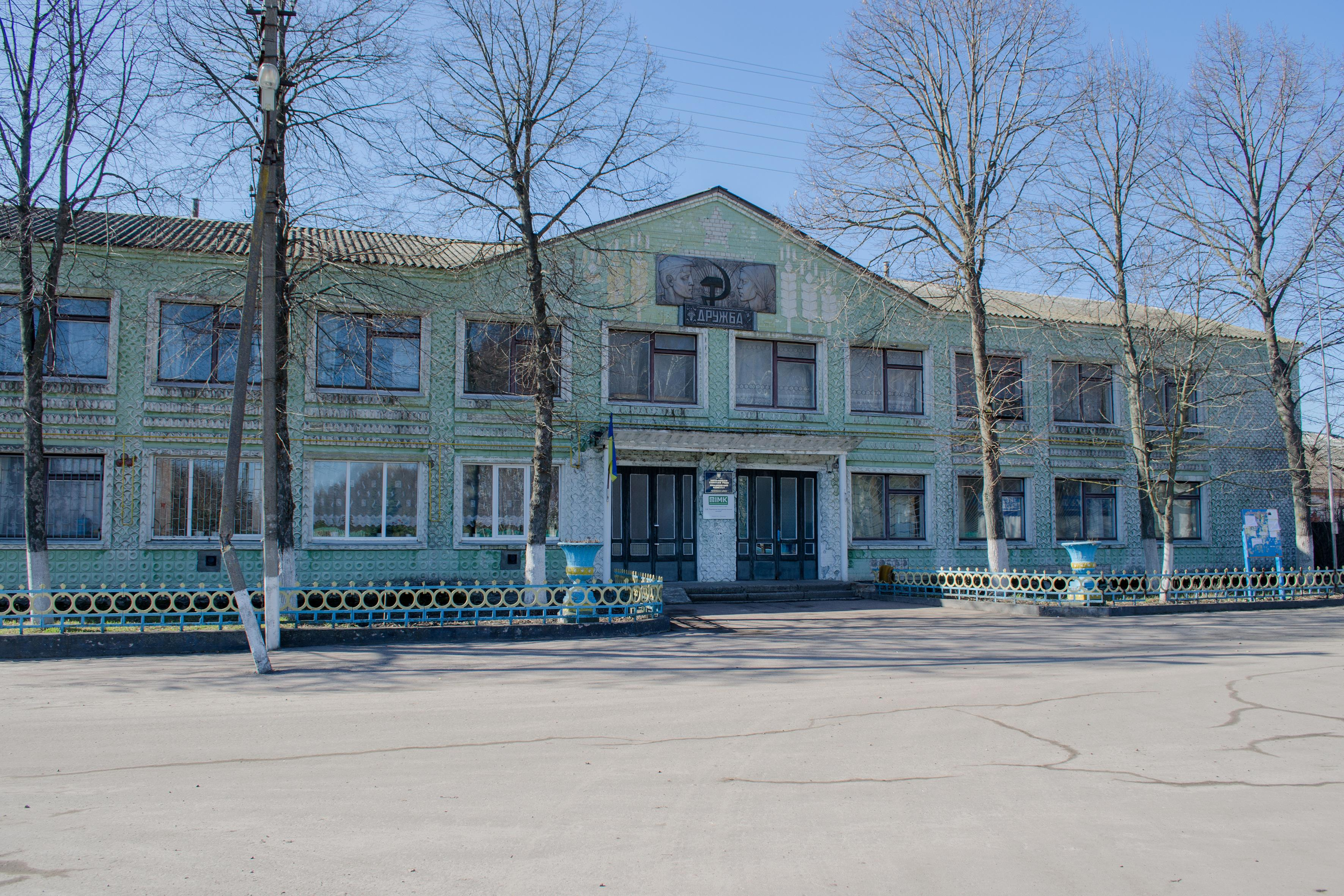
Сільрада
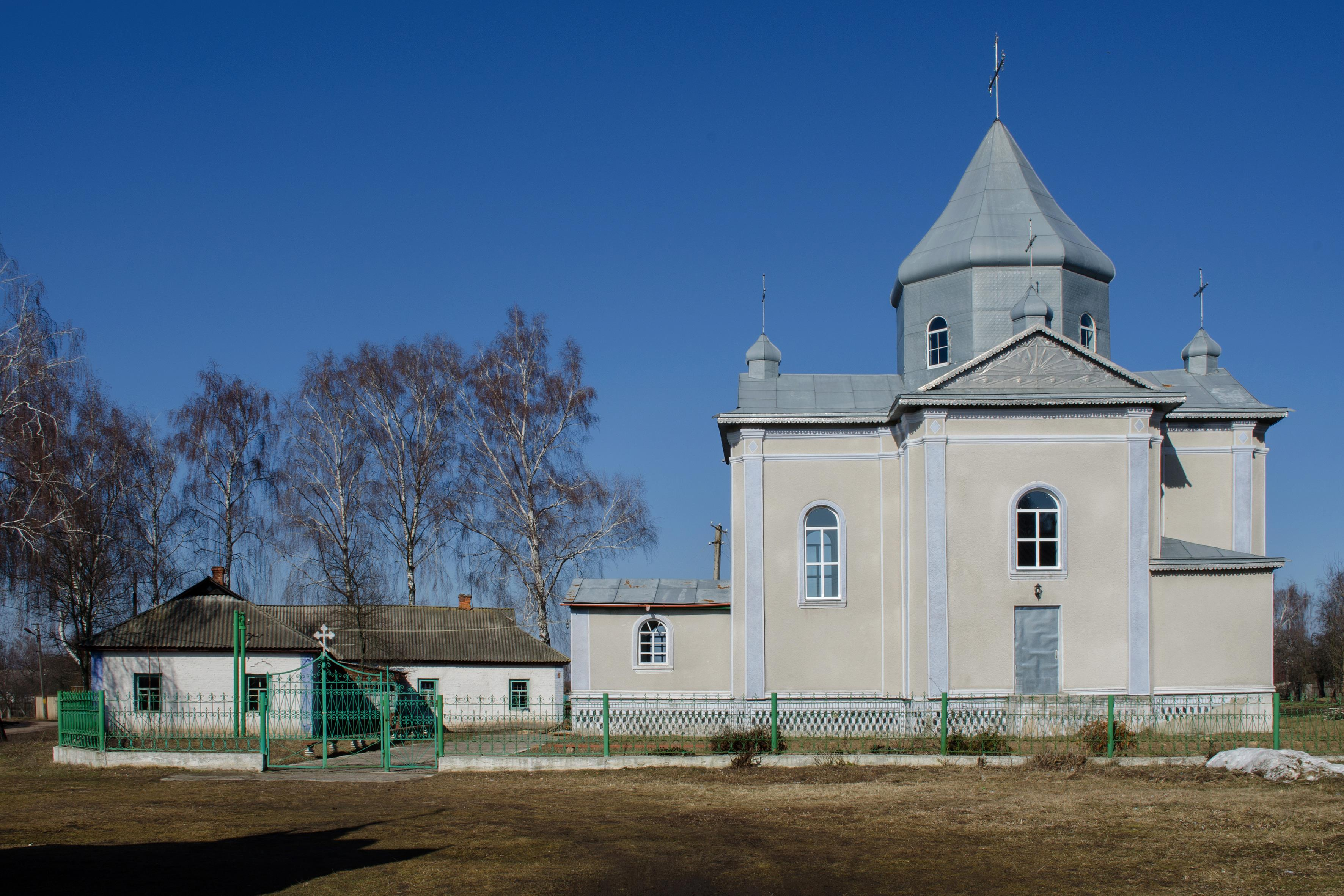
Церква
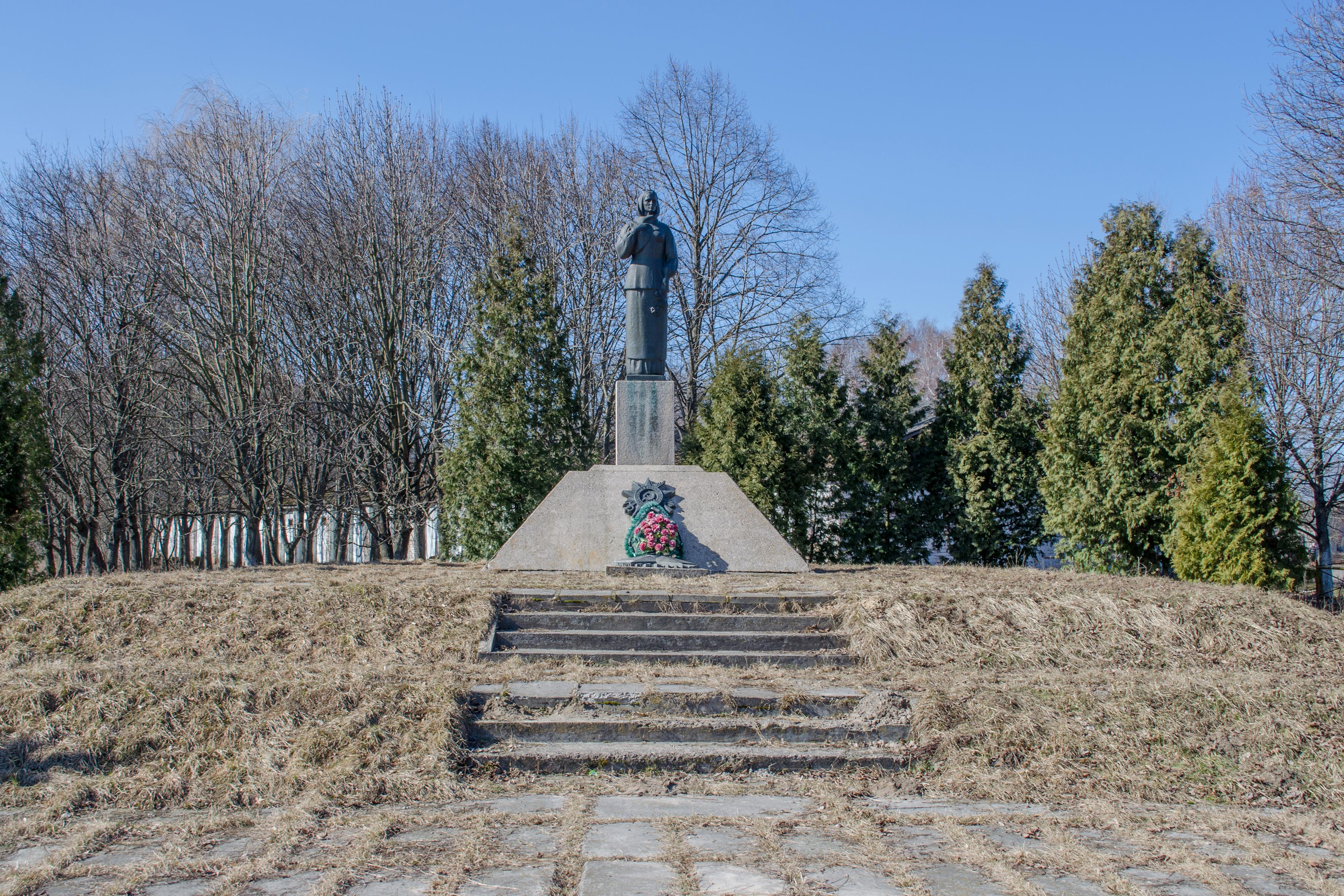
Пам'ятник та вічний вогонь
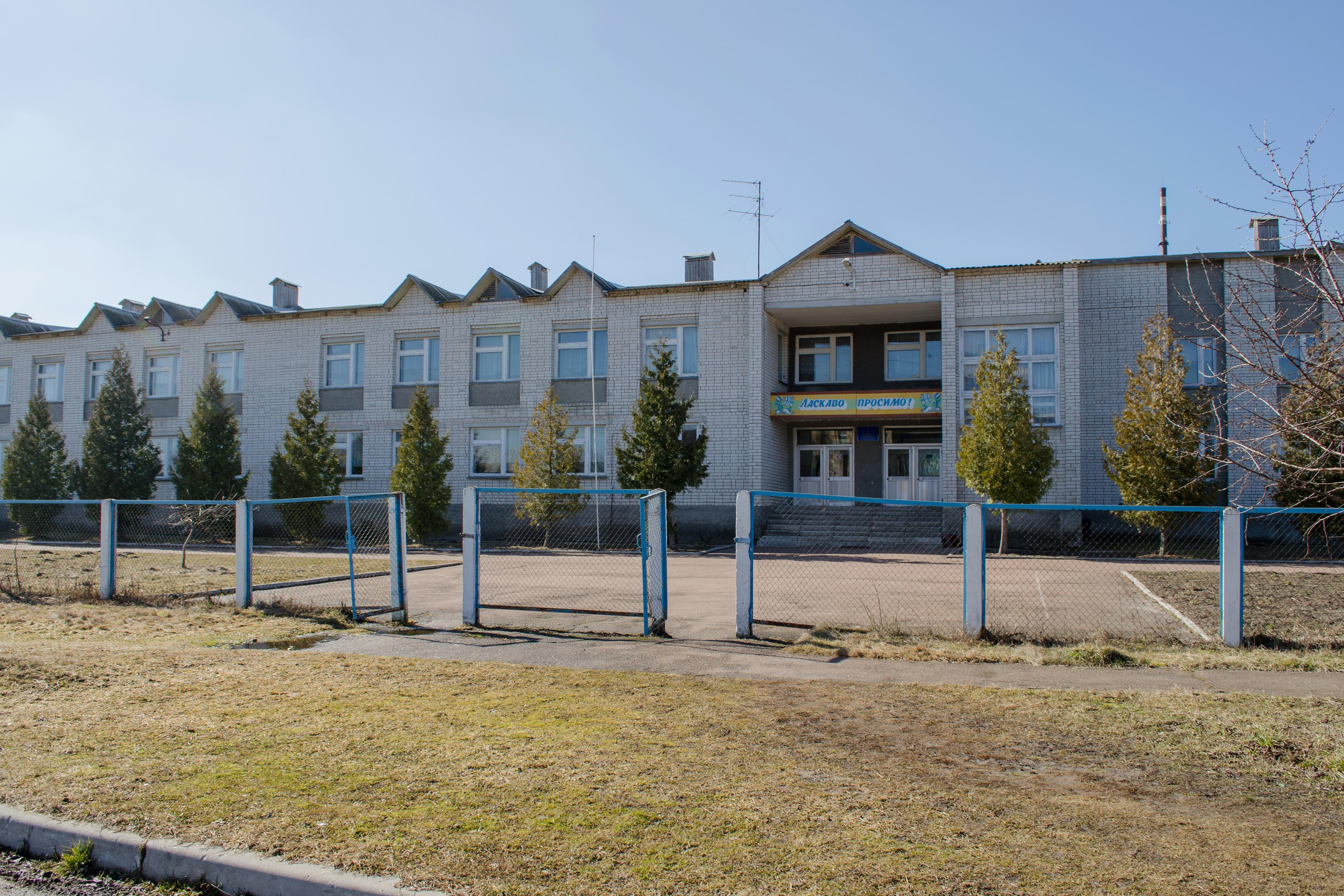
Школа
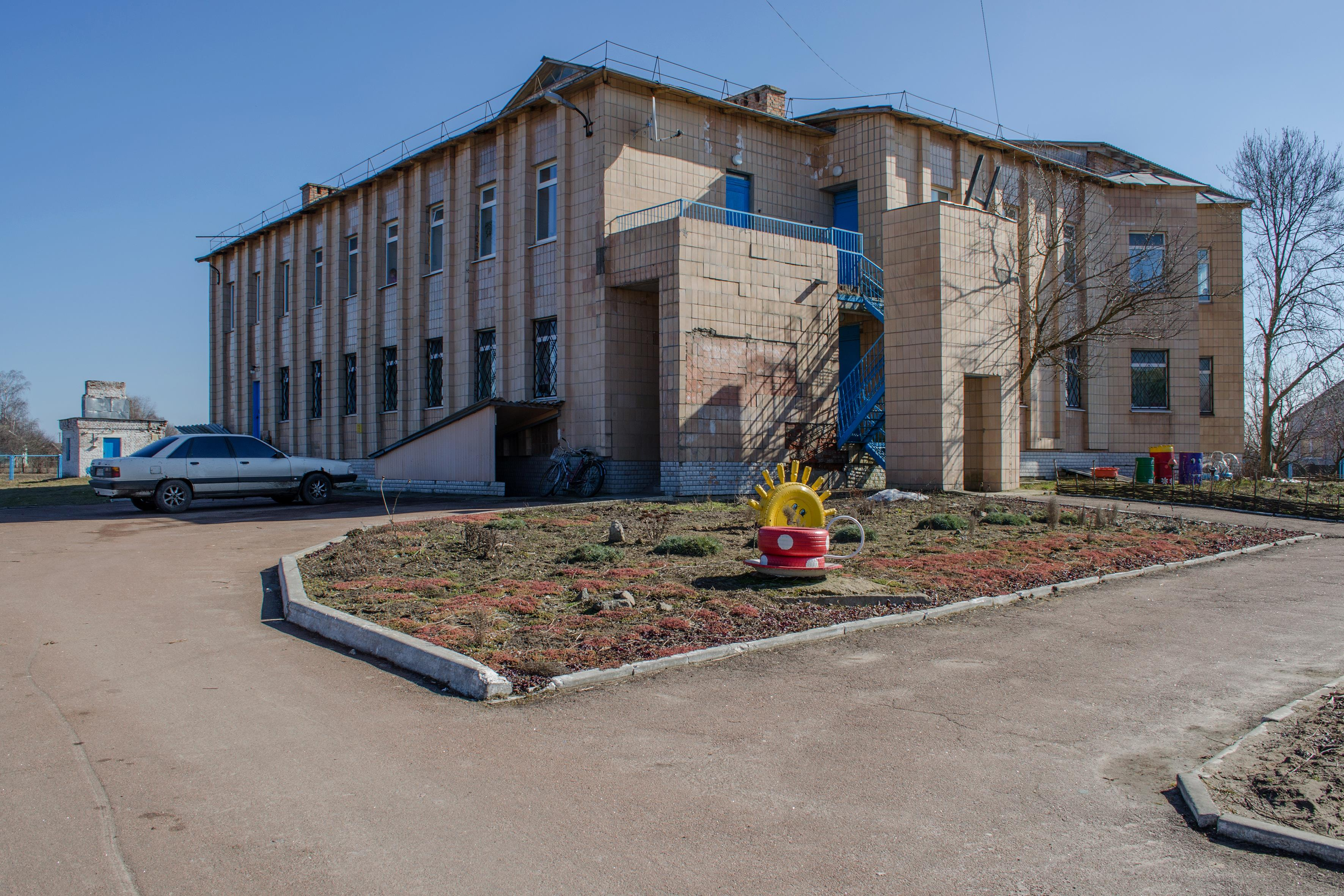
Дитячий реабілітаційний центр
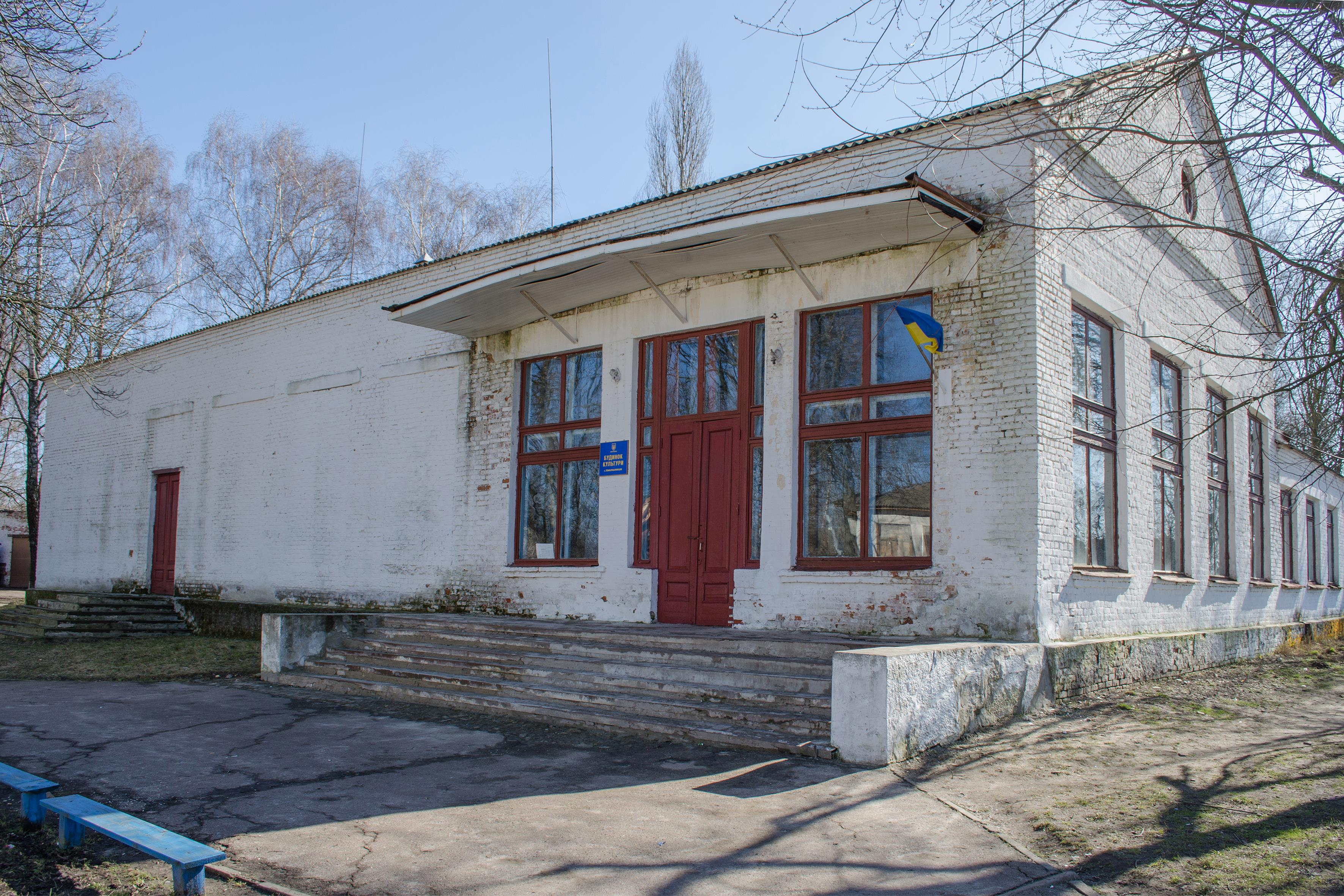
Будинок культури
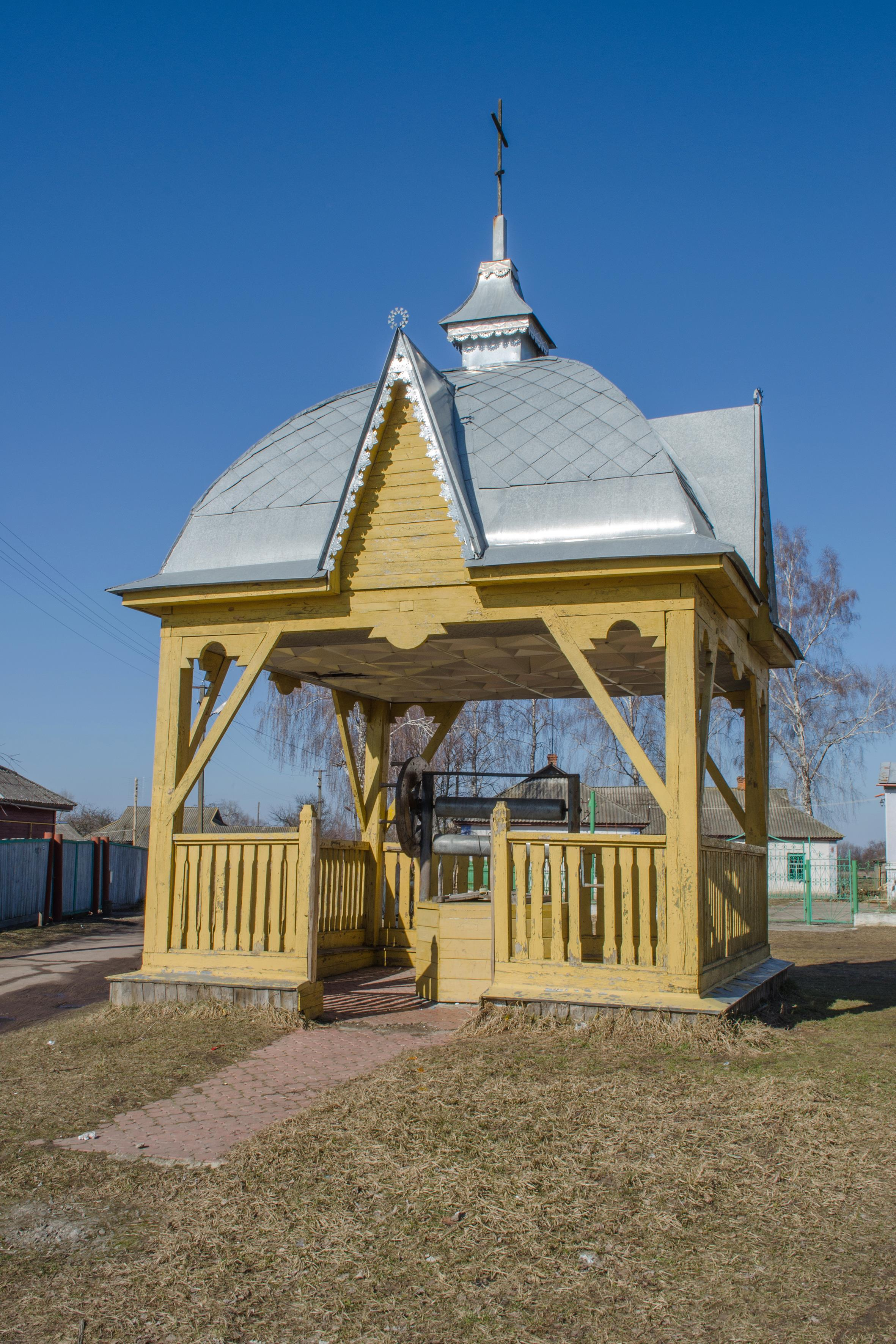
Колодязь
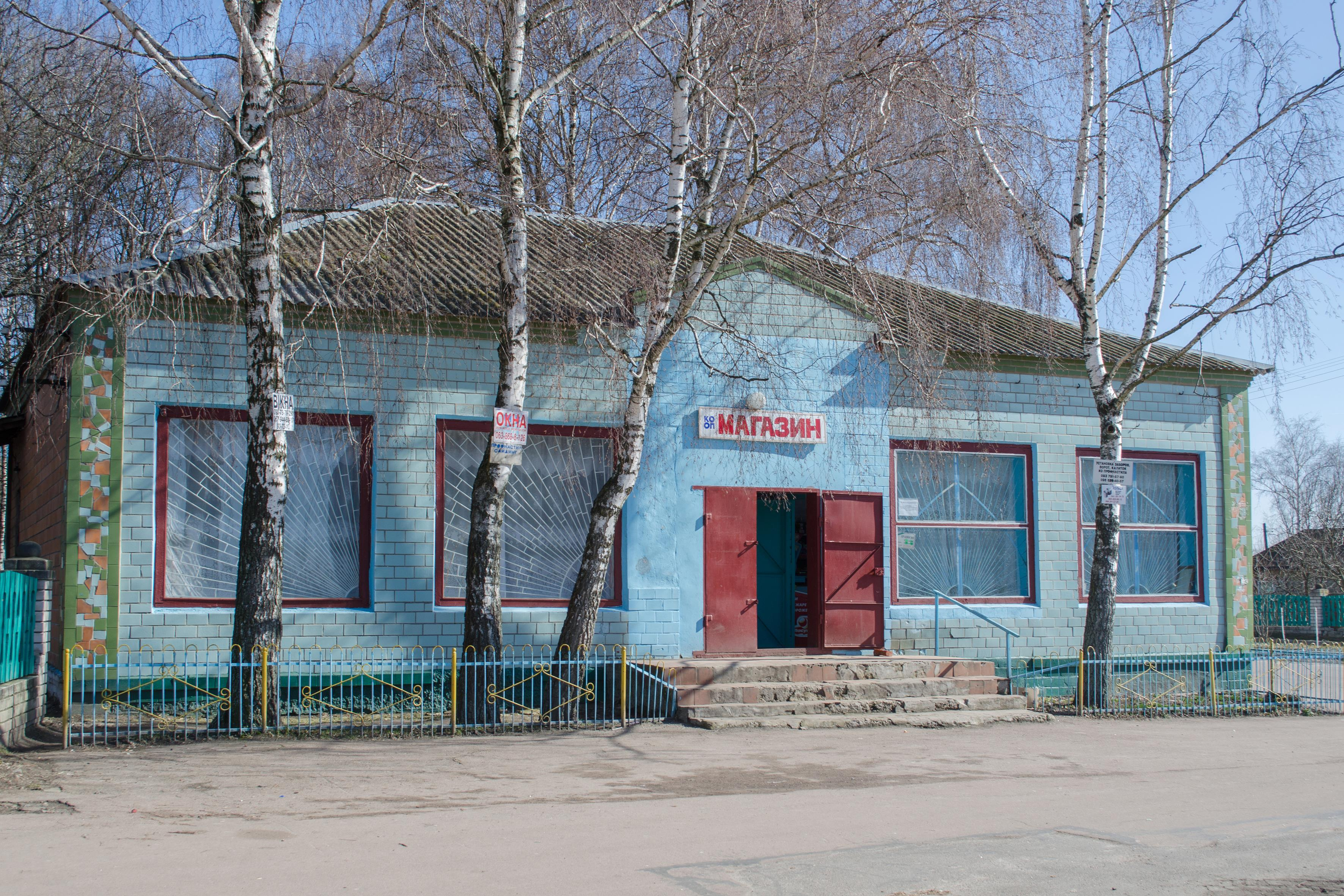
Магазин
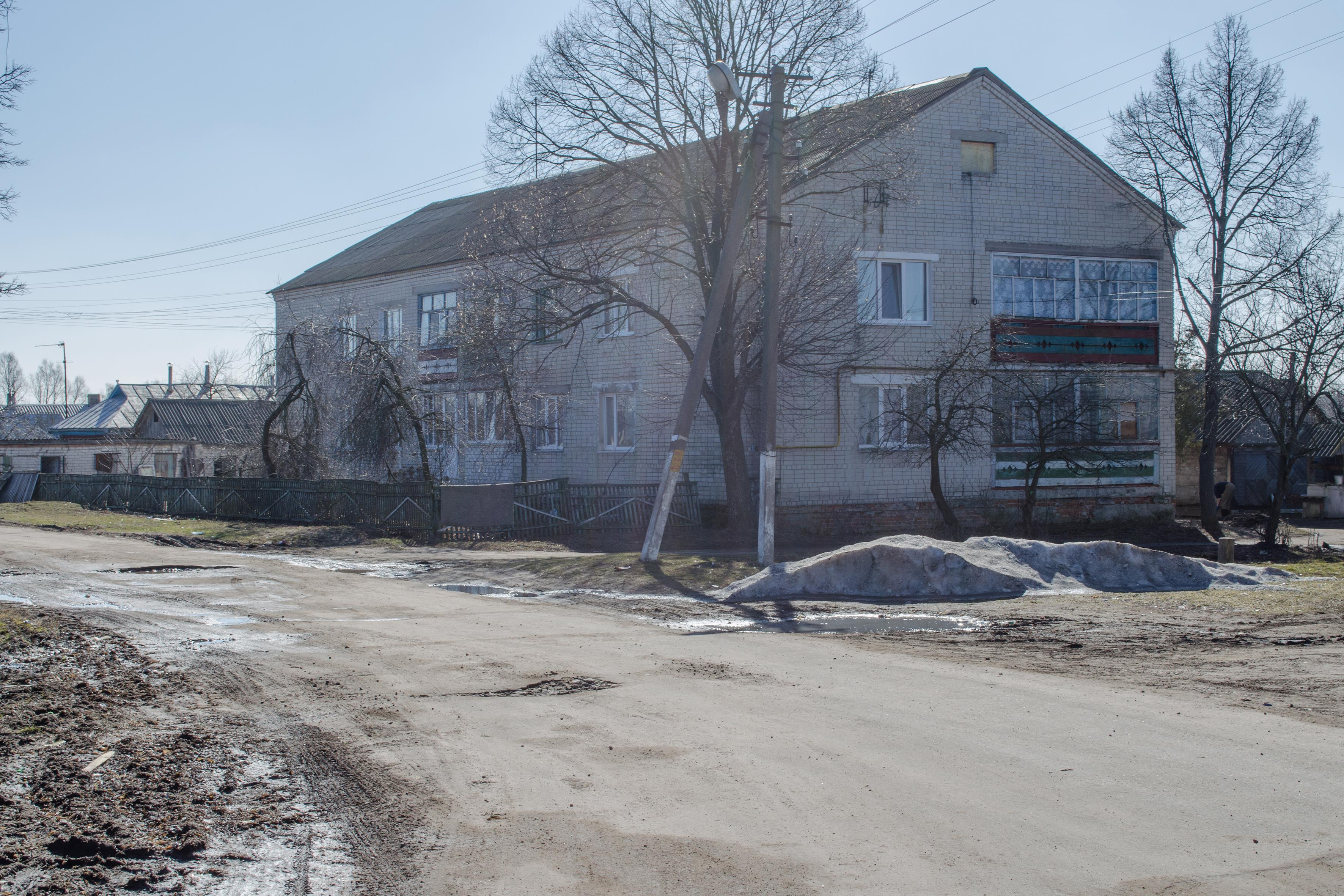
Двоповерхівка
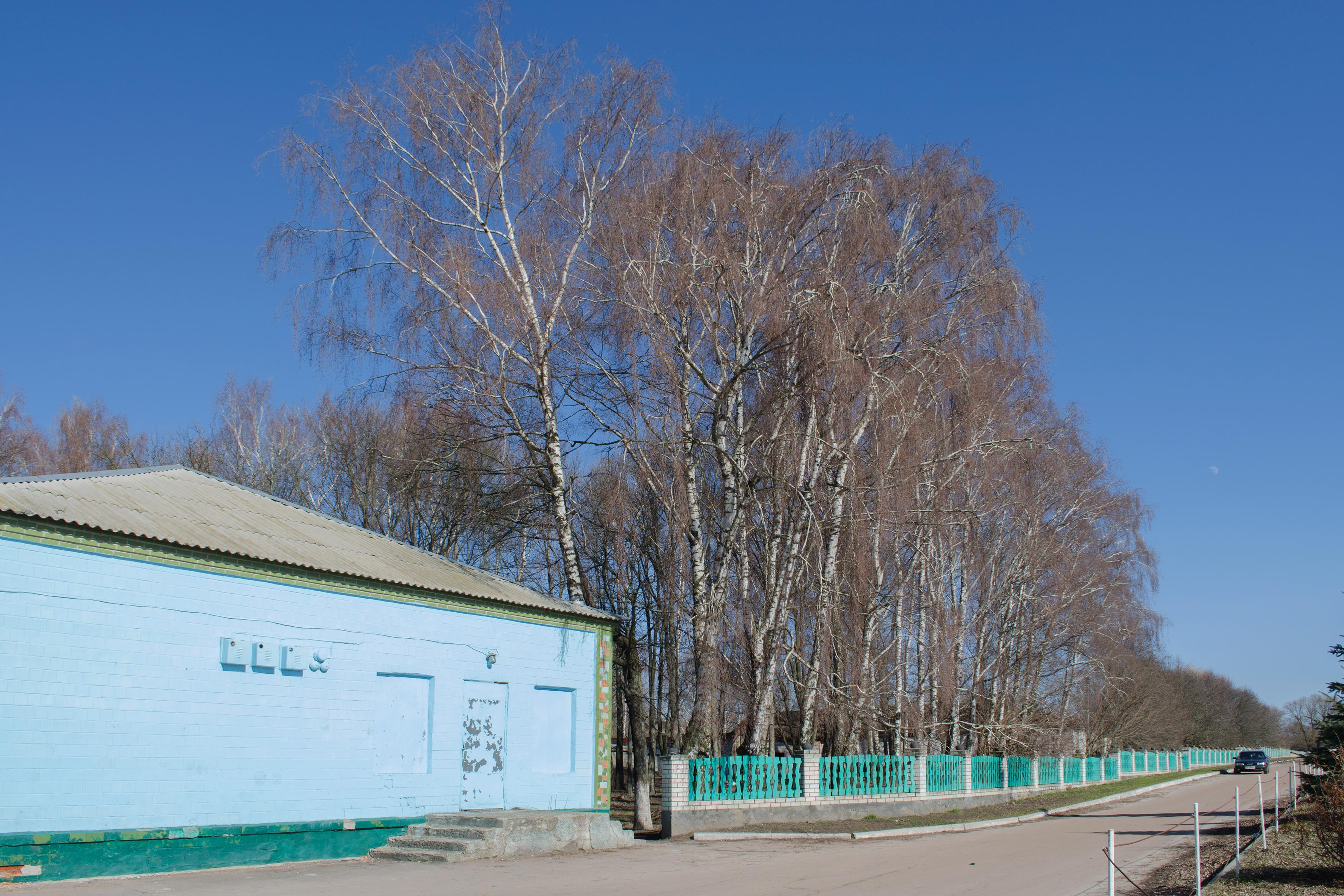
Вулиця
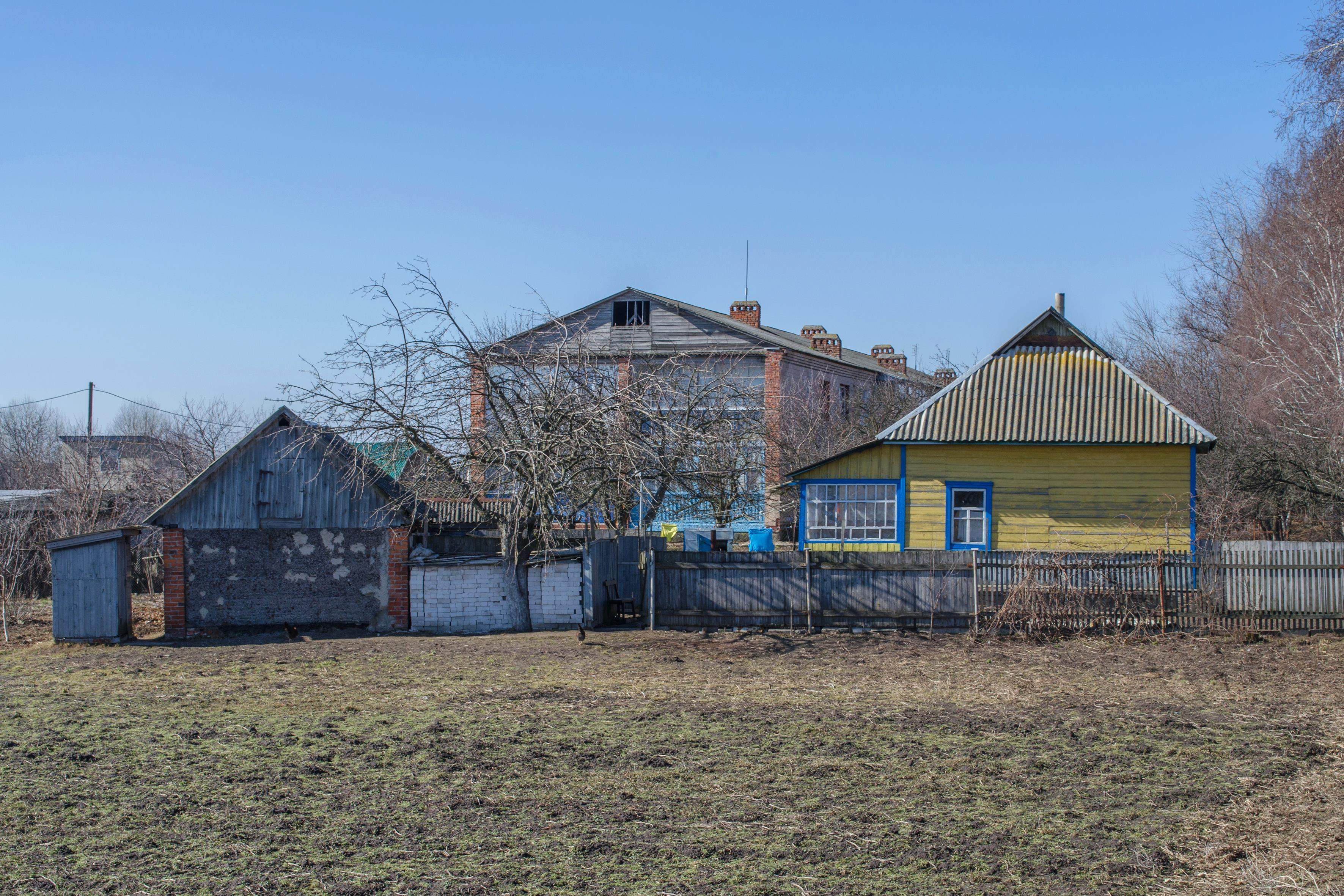
Околиця